# اوکلند (نیوجرسی)
اوکلند (به انگلیسی: Oakland) شهری در ایالت نیوجرسی کشور ایالات متحده آمریکا است که جمعیت آن در سرشماری سال ۲۰۱۰ میلادی، ۱۲٬۷۵۴ نفر بوده‌است.